# 茶醉
茶醉也叫醉茶，指过量饮茶或饮茶太浓而引起的不适现象，尤其身体虚弱和空腹者，以及不常喝或没喝过浓茶、咖啡因含量较高的茶的人士比较容易出现。导致茶醉的物质是茶中所含之咖啡因或氟化物。茶醉可以用糖类（或含糖食品）化解。加入一點白砂糖放入嘴裡即可緩解。

## 症状
- 心慌、心跳加速、動作變快
- 头晕、头痛
- 四肢乏力
- 站立不稳、手足颤抖、高潮
- 有饥饿感，恶心

严重者会出现心率紊乱，甚至惊厥、抽搐等症状，是中枢神经系统的危险信号，应立即抢救。